# Brouwerij De Ridder (Deurne)
Brouwerij De Ridder is een voormalige stoombrouwerij gelegen in het centrum van het Belgische Deurne-Dorp, gelegen tussen de Hertstraat en de Stalinsstraat.

## Geschiedenis
In de 17e eeuw bevond zich in de Hertstraat reeds een bierbrouwerij. Petrus Egbertus De Ridder werd in 1871 eigenaar van de 17e-eeuwse herberg "Den Hert". De stoombierbrouwerij werd gebouwd op het einde van de 19de eeuw. Het café, hernoemd in Den Witten Hert uit 1908, op de hoek met de Turnhoutsebaan, was het uithangbord van de brouwerij.
De brouwerij ging failliet in 1928. De gebouwen werden vervolgens gebruikt als depot door andere brouwerijen. Momenteel zijn de gebouwen eigendom van de Stad Antwerpen, die er verschillende socio-culturele instellingen in huisvest. De bottelarij werd omgebouwd tot school. De voormalige stallingen werden gesloopt in de jaren 70.